# Sierra de la Cerbatana
La sierra de la Cerbatana es una sierra en el norte del Estado de Bolivar en Venezuela. La misma es una formación granítica del precámbrico cuya elevación media es de unos 630 m s. n. m. Por la zona discurre el río Guaniamo.
En la serranía vive la etnia piaroa.

## Fauna

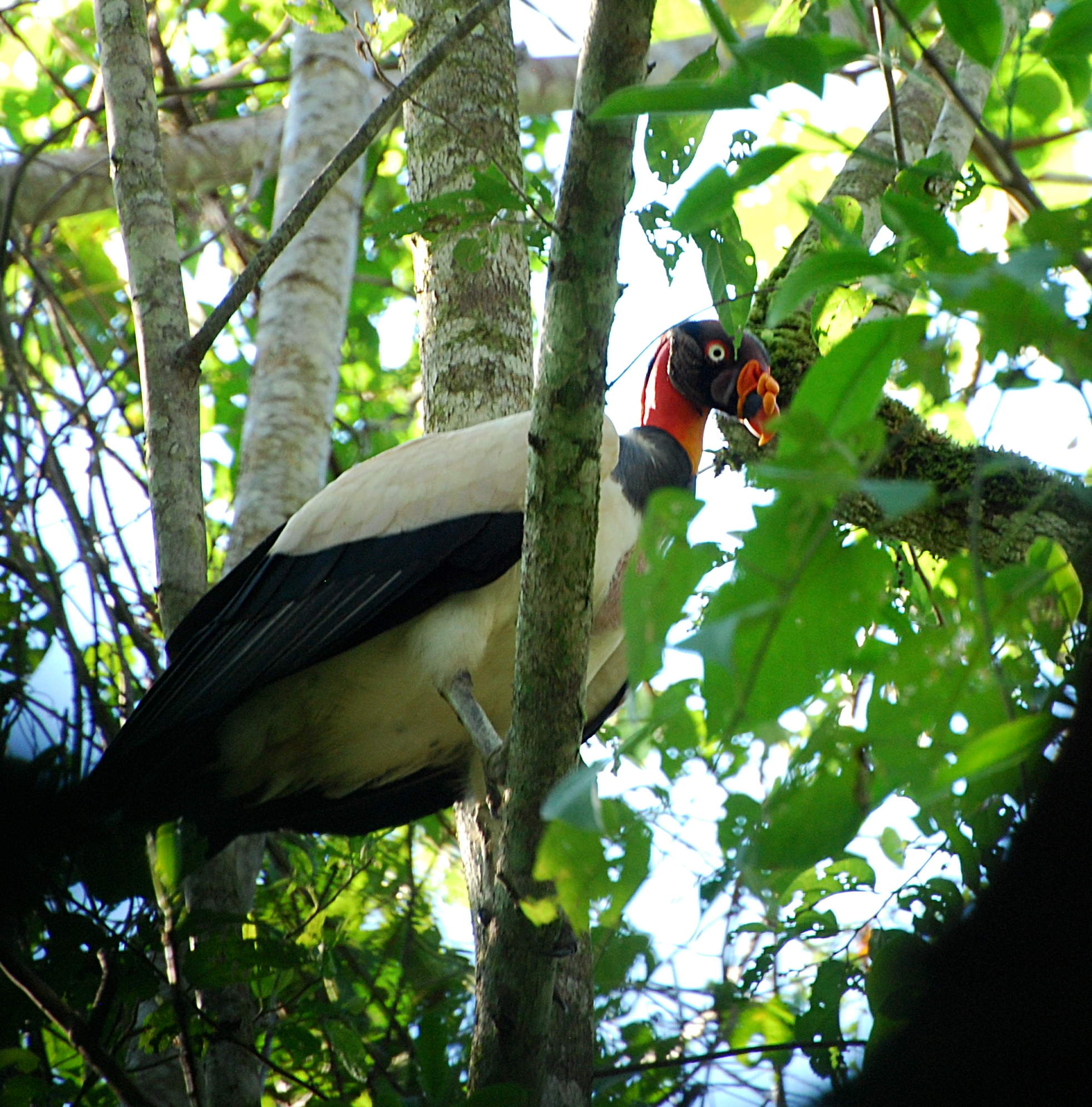
Zopilote rey, en la canopea.

La zona se destaca por sus bosques nublados. Entre los animales de la zona se cuentan el sapito acollarado venezolano, Mannophryne venezuelensis, la especie de geko Gonatodes ceciliae,  el zopilote rey o rey zamuro Sarcoramphus papa, el Percnostolu caurensis y el jaguar panthera onca.